# Церква Покрови Пресвятої Богородиці (Каргинська)
 Церква Покрови Пресвятої Богородиці (рос. Церковь Покрова Пресвятой Богородицы) — православний храм в станиці Каргинська Ростовської області; Шахтинская і Миллеровская єпархія, Верхнедонское благочиння .

## Історія
У 1868 році в тоді ще хуторі Каргін була побудована однопрестольна дерев'яна Покровська церква з дерев'яною дзвіницею.
8 листопада 1891 року при церкві була відкрита церковно-парафіяльна школа, що знаходиться у віданні Святійшого Синоду, в якій навчалися діти заможних козаків і священнослужителів. 1 лютого 1896 року було відкрито жіноче парафіяльне училище. До 1912 року в парафії каргинської церкви було дев'ять парафіяльних училищ і народних шкіл.
Коли поруч з Каргиним з'явилися сусідні хутори і прихід розширився, існуюча дерев'яна церква стала тісною. На пожертви козаків вирішили побудувати нову, муровану. Зібравши необхідні гроші, почалося будівництво трьох престольного храму. Цегла обпалювали у Воронезькій губернії, для дзвіниці були придбані дзвони, у вікнах були зроблені візерунчасті ковані решітки, навісили залізні двері. Під куполом храму на ланцюгах було підвішено панікадило на 150 свічок. Церква обнесли цегляною огорожею фігурної кладки.
Нова церква була урочисто відкрита в 1886 році в день Покрови Пресвятої Богородиці. За своїми розмірами та оздобленню Каргинська церква стала однією з найбільших і найбагатших на Верхньому Дону. Дерев'яна церква була розібрана в 1892 році і безоплатно передана в слободу Калач на річці Куртлак (замість згорілої). У 1911 році на території церкви була побудована церковна караулка. Поруч з храмом знаходився цвинтар, одне з найстаріших кладовищ Верхнього Дону.
Цікаво, що в цій церкві 29 липня 1913 року повінчалися батьки М. А. Шолохова — Олександр Михайлович та Анастасія Данилівна.
Переживши революцію і громадянську війну, у 1939 році храм був закритий. У ній розмістили місцеві клуб і бібліотеку; хрест та дзвони були зняті. Пізніше будівля церкви розібрали і з її цегли вирішили побудувати школу. В даний час на місці кам'яної церкви знаходиться каргинський Будинок культури.
Тільки після розпаду СРСР в станиці утворився новий православний прихід, якому був переданий станичний дерев'яний будинок, пристосований під церква Покрови Пресвятої Богородиці — по центру даху була встановлена главку з хрестом, поруч побудована дзвіниця, територія обнесена металевим парканом.
Настоятель Свято-Покровського храму — ігумен Софроній (Сергій Тимофійович Шершень).